# Брегтдорп
Брегтдорп (нід. Bregtdorp) — селище в нідерландській провінції Північна Голландія. Входить до муніципалітету Берген.
Його площа становить 8,56 км², а населення станом на 2021 рік складало 3 210 осіб.
Перша згадка про населений пункт датується 1843 роком. Наразі у ньому нараховується близько 150 будинків.